# Nagyágite
La nagyágite (simbolo IMA: Ngy), nota anche come minerale di Nagyiaker o argento di Nagyakker, è un minerale raro della classe dei minerali "solfuri e solfosali". La sua composizione chimica è [Pb3(Pb,Sb)3S6](Au,Te)3 e appartiene strutturalmente ai solfosali.

## Etimologia e storia
Già nel 1782, il chimico e mineralogista austriaco Franz-Joseph Müller von Reichenstein esaminò i minerali allora ancora sconosciuti nagyágite e silvanite nei minerali d'oro della miniera di Mariahilf vicino a Zlatna vicino a Sibiu (in Transilvania, Romania), che conteneva meno oro del previsto. Attribuì ciò alla presenza di un nuovo elemento, precedentemente sconosciuto, e diede alla fase metallica il nome di metallum problematicum (anche aurum problematicum o aurum paradoxum).
Nel 1797, Martin Heinrich Klaproth esaminò nuovamente i campioni di Reichenstein a Berlino e confermò la sua ipotesi l'anno successivo assegnando al nuovo elemento il nome di tellurio.
Nel 1789, Abraham Gottlob Werner introdusse la denominazione di minerale Nagyakker o argento Nagyakker nella sua sistematica minerale e aggiunse l'osservazione:
Dietrich Ludwig Gustav Karsten adottò inizialmente questa denominazione, ma la cambiò nel 1800 sulla base del fatto che:
Nel 1845, Haidinger si riferì finalmente al minerale come nagyagite nel suo Manuale di determinazione della mineralogia, in riferimento alla sua località tipo Nagyág (oggi Săcărâmb) nell'allora Impero austriaco (oggi in Romania), che era già stata menzionata da Werner.
Alla fine del XX secolo, la nagyágite è stata nuovamente studiata come potenziale superconduttore ad alta temperatura. È stato solo nel corso di questa ricerca, nel 1999, che la struttura cristallina della nagyágite è stata finalmente chiarita.
Nelle pubblicazioni più vecchie, il nome del minerale si trova solitamente nell'ortografia nagyagite (senza accento acuto) che, tuttavia, non corrisponde alle linee guida per la denominazione dei minerali dell'Associazione Mineralogica Internazionale (IMA), secondo le quali i minerali che prendono il nome da una località geografica devono assicurarsi che l'ortografia del nome corrisponda a quella della località tipo. L'ortografia incoerente dei loro nomi per molti minerali è stata corretta con la pubblicazione Tidying up Mineral Names: an IMA-CNMNC Scheme for Suffixes, Hyphens and Diacritical mark nel 2008, e da allora la nagyágite è stata elencata a livello internazionale nell'ortografia con l'accento acuto associato.

## Classificazione
Già nell'obsoleta 8ª edizione della sistematica minerale secondo Strunz, la nagyágite apparteneva alla classe minerale dei "solfuri e solfosali" e quindi alla sottoclasse dei "solfuri con [il rapporto di massa] M:S < 1:1", dove insieme a calaverite, kostovite, krennerite, montbrayite e silvanite formava il gruppo dei "telluridi oro-argento" con il sistema nº II/C.04.
Nella Sistematica dei lapis (Lapis-Systematik) di Stefan Weiß, che si basa ancora su questa vecchia edizione di Strunz per considerazione verso i collezionisti privati e le collezioni istituzionali, al minerale è stato assegnato al sistema e al minerale nº II/D.15-20. In questa Sistematica ciò corrisponde anche al dipartimento "Solfuri con [il rapporto di massa] metallo: S,Se,Te < 1:1", dove la nagyágite forma un gruppo indipendente, ma senza nome, insieme a buckhornite, jaszczakite, jonassonite, montbrayite e museumite (questa a partire dal 2018).
La 9ª edizione della sistematica minerale di Strunz, valida dal 2001 e aggiornata dall'IMA fino al 2024, classifica la nagyágite nella classe di nuova definizione "2.H Solfosali di archetipo SnS". Questa è ulteriormente suddivisa in base ai metalli predominanti nel composto, in modo che il minerale possa essere trovato nella suddivisione "2.HB Con Cu, Ag, Fe, Sn e Pb" in base alla sua composizione, dove è l'unico membro a formare il gruppo senza nome 2.HB.20a.
Anche la sistematica dei minerali secondo Dana, che viene utilizzata principalmente nel mondo anglosassone, classifica la nagyágite nella classe dei "solfuri e solfosali" e lì nella sottoclasse dei "minerali solfuro". Qui è l'unico membro del gruppo senza nome "02.11.10" all'interno della suddivisione "Solfuri – inclusi selenuri e telluridi – con la composizione AmBnXp, con (m+n):p = 2:3".

## Abito cristallino
La nagyágite cristallizza nel sistema monoclino nel gruppo spaziale P21/m (gruppo nº 11) con i parametri del reticolo a = 4,22 Å, b = 4,18 Å, c = 15,12 Å e β = 95,4° e due unità di formula per cella unitaria.

## Proprietà
La nagyágite fonde facilmente sul carbonio davanti al cannello a soffiatura, per cui il monossido di piombo giallo si deposita e, a una certa distanza, si deposita l'acido tellurico bianco. Infine, dopo un lungo soffiaggio, viene espulso un granello d'oro. Disciolto in acido nitrico, la nagyágite deposita oro, cloruro di piombo e zolfo nell'acqua regia.

## Origine e giacitura
La nagyágite si trova nelle acque idrotermali aurifere e telluriche. Nella località tipo vicino a Săcărâmb la si trova associata ad altaite, petzite, stützite, silvanite, tellurantimony, coloradoite, krennerite, arsenico nativo e oro nativo, proustite, rodocrosite, arsenopirite, sfalerite e tetraedrite. Un'altra paragenesi con calaverite, oro, tellurobismuthite, altaite, galena e pirite si può trovare, ad esempio, nella miniera di Bohuliby nella Repubblica Ceca.
Essendo una rara formazione mineraria, la nagyágite è stata rilevata solo in pochi siti, circa 70. Oltre alla sua località tipo Săcărâmb, il minerale si trovava anche in Romania a Baia de Arieș nel distretto di Alba e nel giacimento di rame-oro "Musariu" vicino a Brad nel distretto di Hunedoara.
L'unico sito noto in Austria è la fossa di Stüblbau vicino a Schellgaden nel comune di Muhr nel Salisburghese, e l'unico sito noto in Svizzera è Gondo nel Canton Vallese.
Altri siti includono la "miniera di El Sid" vicino a Copto in Egitto; la miniera di Farallón nel dipartimento di Belén, in Argentina; la provincia di Kotayk' in Armenia; in Australia Occidentale (Australia); la "miniera di Chelopech Au-Cu" vicino a Panagjurishte in Bulgaria; la "Miniera di El Hueso" vicino a Diego de Almagro nella regione di Atacama in Cile; la "Miniera dell'Imperatore" vicino a Vatukoula nelle Figi; la "miniera di Kawazu" vicino a Shimoda in Giappone; la rivendicazione di Olive Mabel (Columbia Britannica) e la miniera di Huronian (Ontario) in Canada; la "miniera di Sahuayacan" nello stato messicano di Chihuahua; la "Sylvia Mine" vicino a Thames in Nuova Zelanda; la Boemia nella Repubblica Ceca; nell'ex miniera di Clogau vicino a Bontddu in Galles (Regno Unito) e in diversi Stati degli Stati Uniti.

## Forma in cui si presenta in natura
La nagyágite è opaca in qualsiasi forma e di solito sviluppa rari cristalli grigio-bianchi o grigio piombo fino al nero con un aspetto a foglia sottile e lucentezza metallica, ma anche aggregati granulari o massicci. Attraverso la formazione di geminati multipli, la nagyágite spesso simula una simmetria ortorombica (con gruppo spaziale P4 e gruppo puntuale 4) a tetragonale.